# Sázava (stacja kolejowa)
Sázava – stacja kolejowa w miejscowości Sázava, w kraju środkowoczeskim, w Czechach. Znajduje się na linii kolejowej Čerčany - Světlá nad Sázavou. Znajduje się na wysokości 300 m n.p.m.
Jest zarządzana przez Správę železnic. Na stacji istnieje możliwość zakupu biletów i rezerwacji miejsc.

## Linie kolejowe
- 212 Čerčany - Světlá nad Sázavou